# 旬味節
日本料理 旬味 節（にほんりょうり しゅんみ せつ）は、かつて大阪市中央区に存在した日本料理の割烹。

店舗設計はデザイナー・大高猛による。

## 略歴
創業は1970年（昭和45年）である。1986年（昭和61年）に店を拡張する。
2016年（平成28年）11月11日をもって閉店した。

## 特徴
山菜・野菜中心の日本料理を提供する。